# Piploda
Piploda è una suddivisione dell'India, classificata come nagar panchayat, di 7.302 abitanti, situata nel distretto di Ratlam, nello stato federato del Madhya Pradesh. In base al numero di abitanti la città rientra nella classe V (da 5.000 a 9.999 persone).

## Geografia fisica
La città è situata a 23° 38' 16 N e 74° 55' 05 E.

## Società

### Evoluzione demografica
Al censimento del 2001 la popolazione di Piploda assommava a 7.302 persone, delle quali 3.712 maschi e 3.590 femmine. I bambini di età inferiore o uguale ai sei anni assommavano a 1.119, dei quali 575 maschi e 544 femmine. Infine, coloro che erano in grado di saper almeno leggere e scrivere erano 4.388, dei quali 2.646 maschi e 1.742 femmine.